# Districtul Kysucké Nové Mesto

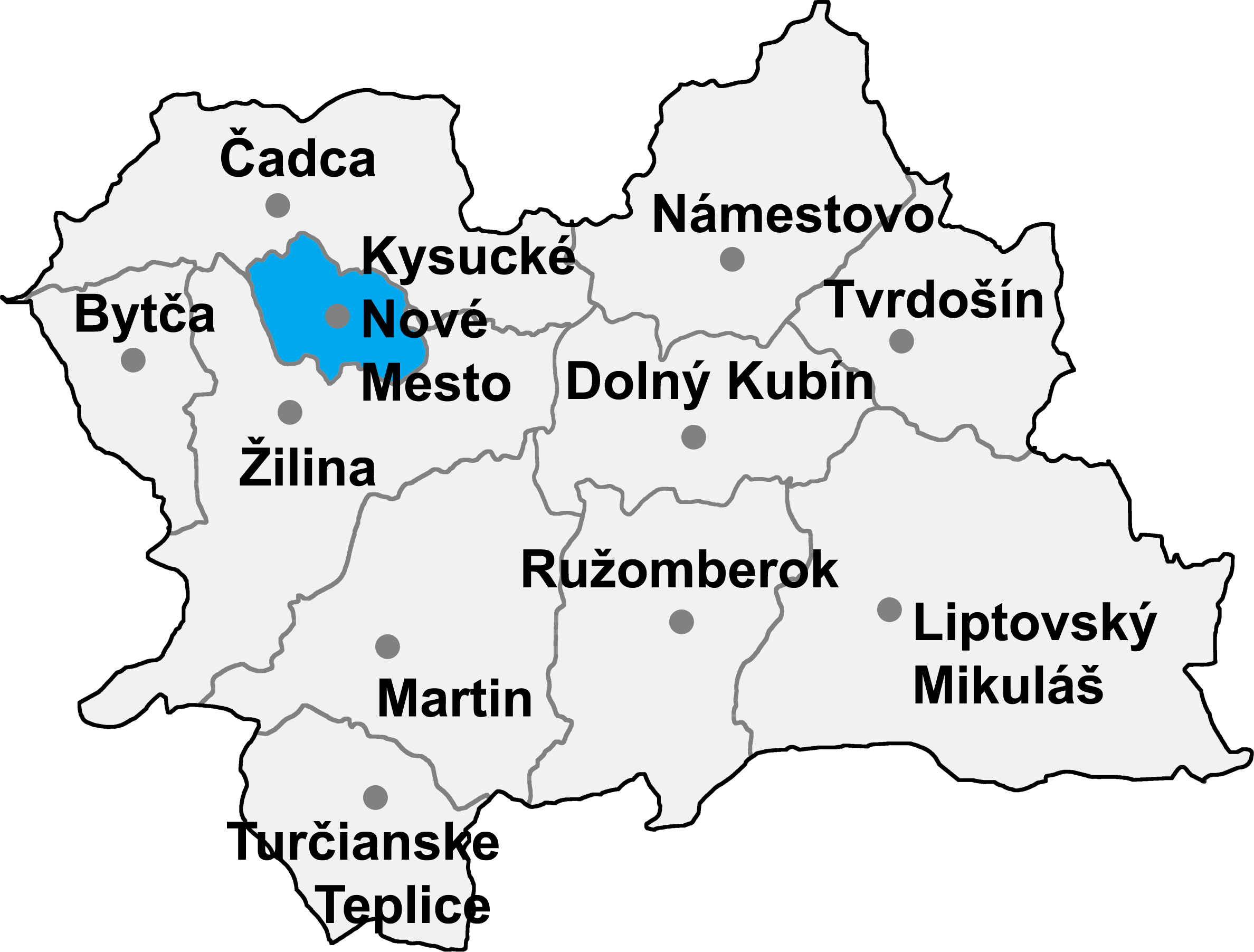
Districtul Kysucké Nové Mesto

Districtul Kysucké Nové Mesto (okres Kysucké Nové Mesto) este un district în Slovacia centrală, în Regiunea Žilina. 

## Demografie
| An:                | 1994   | 2004   | 2014   | 2024   |
| ------------------ | ------ | ------ | ------ | ------ |
| Număr de persoane: | 33.019 | 33.944 | 33.158 | 32.540 |
| Diferență:         |        | +2,80% | −2,31% | −1,86% |

| An:                | 2023   | 2024   |
| ------------------ | ------ | ------ |
| Număr de persoane: | 32.642 | 32.540 |
| Diferență:         |        | −0,31% |

## Comune
- Dolný Vadičov
- Horný Vadičov
- Kysucké Nové Mesto
- Kysucký Lieskovec
- Lodno
- Lopušné Pažite
- Nesluša
- Ochodnica
- Povina
- Radoľa
- Rudina
- Rudinka
- Rudinská
- Snežnica